# Markus Pöck
Markus Pöck (* 15. Januar 1992 in Klagenfurt am Wörthersee) ist ein österreichischer Eishockeystürmer, der zuletzt in der Saison 2016/17 für den EK Zell am See in der Inter-National-League spielte. Er ist Sohn des ehemaligen Eishockey-Spielers und Teamchefs Herbert Pöck. Sein Bruder Thomas ist ebenfalls Eishockeyspieler.

## Karriere
Pöck begann seine Karriere wie sein Bruder beim EC KAC in Klagenfurt. Nach zwei Spielzeiten in der U20-Mannschaft kam er 2009/10 zu seinen ersten Einsätzen in der EBEL. Mit seinen Leistungen schaffte er es als erster Spieler direkt aus Österreich ins Central Scouting Service Draft Ranking. Obwohl Pöck 2010 beim NHL Entry Draft 2010 nicht gezogen wurde, gelang ein Wechsel nach Nordamerika. Beim CHL Import Draft 2010 wurde der Power Forward von den Sudbury Wolves aus der kanadischen Nachwuchsliga Ontario Hockey League ausgewählt. Am 24. September 2010 absolvierte er gegen die Niagara Ice Dogs sein erstes OHL-Saisonspiel für Sudbury. Bei den Wolves kann er sich jedoch nicht durchsetzen, kehrte nach nur drei Einsätzen zurück nach Österreich und unterschrieb einen Fünf-Jahres-Vertrag beim EC Red Bull Salzburg. Mit den Roten Bullen gewann er 2011 und 2014 den österreichischen Meistertitel. Dabei reichte 2014 bereits die Teilnahme am Playoff-Finale, da der siegreiche Endspielgegner HC Bozen als italienische Mannschaft zwar den Liga-, aber nicht den Landesmeistertitel gewinnen konnte. Im Sommer 2015 ging er zurück nach Klagenfurt zum EC KAC. 
In der Saison 2016/17 spielte der Kärntner gemeinsam mit seinem Cousin Franz Wilfan für den EK Zell am See.
Seit Beginn der Saison 2017/18 ist er beim VST Adler Völkermarkt in der Kärntner AHC Division, einer Amateurliga, aktiv.

### International
Pöck nahm in seiner Juniorenzeit an zwei U18-Junioren- (2009 und 2010 jeweils in der Division I) und drei U20-Junioren-Weltmeisterschaften (2010 in der Top-Division, 2011 und 2012 jeweils in der Division I) teil. 2010 bestritt er – wie Konstantin Komarek – beide Turniere. In der Herren-Nationalmannschaft debütierte er am 6. November 2014 3:2-Erfolg gegen Belarus im slowenischen Ljubljana.

## Erfolge und Auszeichnungen
- 2009 Österreichischer Jugendmeister mit dem EC KAC
- 2011 Österreichischer Meister mit dem EC Red Bull Salzburg
- 2011 European-Trophy-Gewinn mit dem EC Red Bull Salzburg
- 2014 Österreichischer Meister mit dem EC Red Bull Salzburg
- 2015 Österreichischer Meister mit dem EC Red Bull Salzburg